# Satirarkivet
Satirarkivet är ett svenskt webbaserat forum och galleri för satir. Satirarkivet drivs ideellt och gör det möjligt för tecknare, fotografer, grafiker och andra konstnärer som använder satiren som arbetsform att ge sina bilder spridning åt en bred allmänhet och massmedia och presenterar sig som ett "forum för aktiva bildskapare som vill kommentera samtiden". Den är också en resurs för den som vill ta del av och veta mer om samtida och historisk satirisk bild från hela världen då varje bildskapare presenteras med nio verk samt en kortare biografi. Ett annat syfte med satirarkivet är att inspirera unga tecknare, de hoppas att de bildskapare från olika fält som kommit i kontakt med sidan skall motiveras att arbeta med den politiska bilden som ett redskap i opinionsbildningen.

## Verksamhet
Satirarkivet grundades 2007 av tidningen Folket i Bild Kulturfront efter en idé av FiB/K-medarbetarna Robert Nyberg och Donald Boström. Satsningen finansierades med medel från Jan Lindahl-fonden och hade premiärvernissage i februari 2008 på ABF-huset i Stockholm.
Satirarkivet är gratis och inskränker inte konstnärens rättigheter till upplagda verk. Satirarkivet drivs inte kommersiellt, men kan däremot fungera som en förmedlande plattform mellan bildskapare och potentiella uppdragsköpare.
Satirarkivet innehåller även historiskt material och knyter an sin gärning till exempelvis satir samtida med den franska revolutionen. Kopplingen till traditionen är starkt poängterad, och under tillblivelsen har gamla årgångar av tidningarna Folket i Bild Kulturfront (FiB/K) och Förr och Nu studerats. Meningen är att bilder från hela världen skall finnas med. Satirarkivet omfattar cirka 350 tecknare från 35 olika länder med mer än 2 800 bilder, och växer ständigt.
Satirakivet ligger för närvarande i träda p g a oskickligt hanterande av det tekniska. Ägaren arbetar med att få igång verksamheten igen med en annan huvudman.

## Bildskapare på Satirarkivet (urval)
- Lena Ackebo
- Emma AdBåge
- Lisen Adbåge
- Christina Alvner
- Jan-Erik Ander /jeander
- Oskar Andersson
- Max Andersson
- Love Antell
- Magnus Bard
- Aubrey Beardsley
- Thomas Bewick
- Torsten Billman
- Tomas Bodling
- Donald Boström
- Botox
- Auguste Bouquet
- Wilhelm Busch
- Mats Böllner
- Lucas Cranach
- Walter Crane
- George Cruikshank
- Isaac Cruikshank
- Fritz von Dardel
- Honoré Daumier
- Edvard Derkert
- Martin Disteli
- Albrecht Dürer
- Carl August Ehrensvärd
- Lennart Elworth
- Martin Eriksson
- Anders Forsberg
- Edvard Forsström
- Ulf Frödin
- Eric J.Garcia
- André Gill
- James Gillray
- J. J. Grandville
- Owe Gustafson
- Max Gustafson
- Emma Hanquist
- Riber Hansson
- William Heath
- Christina Heitmann
- Lars Hillersberg
- Heinrich Hoffman
- William Hogarth
- Lars-Erik Håkansson /lehån
- Carl Fredrik Hägg
- Oscar Jacobsson
- Olle Johansson
- Henri-Gustave Jossot
- Torsten Jurell
- Pia Jämtvall
- Ewert Karlsson  /EWK
- Gun Kessle
- Henrik Lange
- John Leech
- Julie Leonardsson
- David Liljemark
- Maja Lindén
- Hans Lindström
- Olaus Magnus
- Kati Mets
- William Morris
- Hillevi Nagel
- Kjell Nilsson-Mäki
- Robert Nyberg
- Hendrik Nyberg
- Aake Nystedt
- Franz von Pocci
- José Guadalupe Posada
- Ulf Rahmberg
- Alfred Rethel
- Imke Rust
- Johan Tobias Sergel
- Lena Sjöberg
- Alexandre Théophile Steinlen
- Jan Stenmark
- Tzenko Stoyanov
- Liv Strömquist
- Karin Sunvisson
- John Tenniel
- Christer Themptander
- Charles-Joseph Traviès
- Félix Vallotton
- Ulla Wennberg
- Torgny Wärn
- Leif Zetterling